# سیارک ۱۴۳۷۲
سیارک ۱۴۳۷۲ (به انگلیسی: 14372 Paulgerhardt، نامگذاری:1989AD6) چهارده هزار و سیصد و هفتاد و دومین سیارک کشف شده‌است که در ۹ ژانویه ۱۹۸۹ کشف شد.
قدر مطلق سیارک برابر ۱۳٫۲۰ است.